# Alonso Picado
Alonso Picado (sin fecha de nacimiento—h. 1616). Soldado y poeta peruano de los siglos XVI y XVII.
Alonso Picado, según argumentan José Toribio Medina y los varios editores del “Canto de Calíope” de Miguel de Cervantes, fue muy probablemente hijo de Antonio Picado, secretario y confidente del marqués Francisco Pizarro en Perú, y de Ana Suárez. Asumiendo que se trata del hijo de Antonio Picado, contemporáneo a Miguel de Cervantes Saavedra, se sabe que se estableció en Arequipa, fue parte del cabildo y tuvo el título de general. Se dice que tenía mucho dinero y que se casó con doña Mayor de Saravia, hija de un oidor de Audiencia en 1549. Vivió en Lima junto con su suegro hasta que la realeza se enteró de que estaba involucrado en un negocio cuestionable. Se escapó y lo encadenaron en la prisión pública. También se dice que en Lima tuvo una disputa no insignificante con Sancho de Ribera, poeta elogiado más adelante en el "Canto de Calíope". Posteriormente fue a Chile con su suegro, a quien nombraron gobernador.
Alrededor del año 1580, cuando Miguel de Cervantes Saavedra era casi un desconocido en el medio literario, conoció a Pedro de Montesdoca, “quien había tomado parte en las tertulias literarias de Lima y conocía a casi todos los escritores de su generación”. De hecho, Cervantes también incluye a Montesdoca en su “Canto de Calíope” junto a los restantes ingenios del Perú. Fue Montesdoca quien le informa a Cervantes acerca del desarrollo literario en Perú. Probablemente, a través de Pedro de Montesdoca, Cervantes conoció la fama y obra de Alonso Picado.

## Obra
En cuanto a su obra escrita, tenemos unos cuantos poemas laudatorios. Por ejemplo, en los preliminares de El Marañón, de Diego de Aguilar y Córdoba, poema terminado en 1578, se incluye un soneto de Alonso Picado.

Su obra tuvo una buena recepción. En el "Canto de Calíope", Miguel de Cervantes dijo de Alonso Picado, número 62 de los ingenios, que: 
Aquí, debajo de felice estrella,                      
           un resplandor salió tan señalado,                   
           que de su lumbre la menor centella               
           nombre de oriente al occidente ha dado:                   
           Cuando esta luz nació, nació con ella                       
           todo el valor, nació Alonso Picado,               
           nació mi hermano, y el de Palas junto,                      

           que ambos vimos en él vivo trasumpto.
De esta forma Cervantes testimonia la fama de este soldado-poeta, “al nacer este ingenio fue reconocido como hermano tanto de Calíope como por Palas, quedando así anunciada su futura dedicación a las letras y a las armas”
Pedro Mexia de Ovando también cita a Alonso Picado en la Ovandina.